# شیطان هم می‌گرید ۵
شیطان هم می‌گرید ۵ (به انگلیسی: Devil May Cry 5) یک بازی ویدئویی در سبک اکشن-ماجراجویی و هک اند اسلش است که توسط شرکت کپ‌کام ساخته و منتشر شده است. این بازی پنجمین قسمت اصلی از مجموعه بازی‌های شیطان هم می‌گرید به‌شمار می‌رود و مستقیماً دنبالهٔ شیطان هم می‌گرید ۴ محسوب می‌شود که در سال ۲۰۰۸ منتشر شد.
شیطان هم می‌گرید ۵ برای نخستین بار در کنفرانس مایکروسافت در طی نمایشگاه رسانه و تجارت ای۳ ۲۰۱۸ رونمایی شد، و در مارس ۲۰۱۹ برای مایکروسافت ویندوز، پلی‌استیشن ۴ و ایکس‌باکس وان منتشر شد. بازی دارای سه شخصیت قابل کنترل می‌باشد که شامل بازگشت دانته، نرو و همچنین شخصیت جدیدی به نام «وی» است. نسخه توسعه یافته بازی تحت عنوان شیطان هم می‌گرید ۵: نسخه ویژه در نوامبر ۲۰۲۰، برای کنسول‌های پلی‌استیشن ۵ و ایکس‌باکس سری ایکس/اس منتشر شد که در آن شخصیت ورژیل نیز قابل بازی می‌باشد.